# ロナート・デル・ガルダ
ロナート・デル・ガルダ（伊: Lonato del Garda）は、イタリア共和国ロンバルディア州ブレシア県にある、人口約17,000人の基礎自治体（コムーネ）。

## 名称
以前はただロナート（Lonato）という町の名前だったが、2007年7月に「ガルダの」という意味のデル・ガルダ（del Garda）が追加され、現在の名前となった。

## 地理

### 位置・広がり
ガルダ湖の南にある。

#### 隣接コムーネ
隣接するコムーネは以下の通り。MNはマントヴァ県所属。
- ベディッツォーレ
- カルチナート
- カルヴァジェーゼ・デッラ・リヴィエーラ
- カスティリオーネ・デッレ・スティヴィエーレ (MN)
- カヴリアーナ (MN)
- デゼンツァーノ・デル・ガルダ
- パデンゲ・スル・ガルダ
- ポッツォレンゴ
- ソルフェリーノ (MN)

### 地震分類
イタリアの地震リスク階級 (it) では、2 に分類される
。

## 写真集

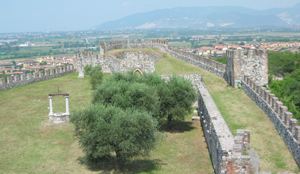
Rocca
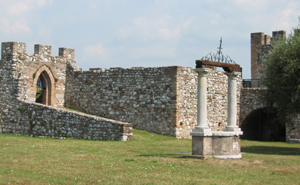
Rocca
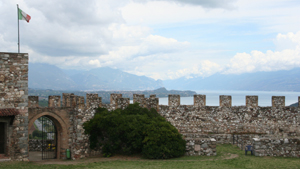
Lago di Garda dalla Rocca
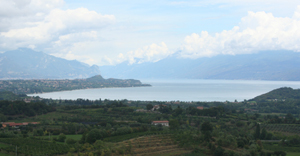
Lago di Garda - Lonato
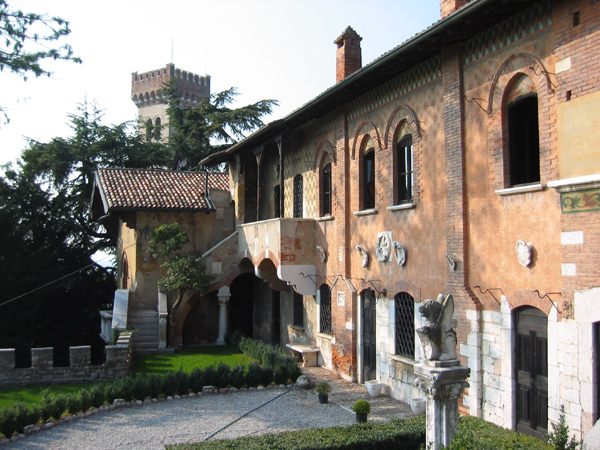
Casa del Podestà
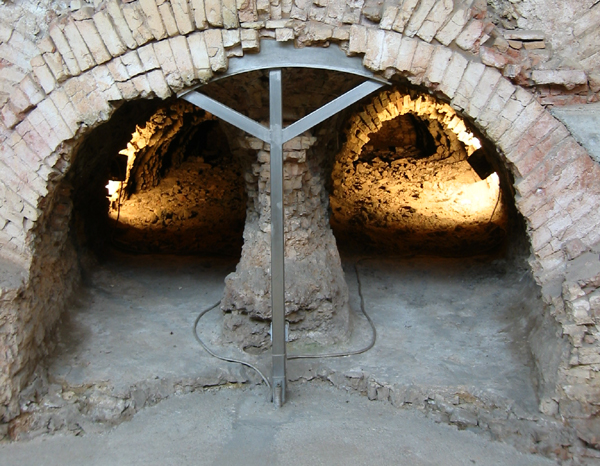
Fornaci romane
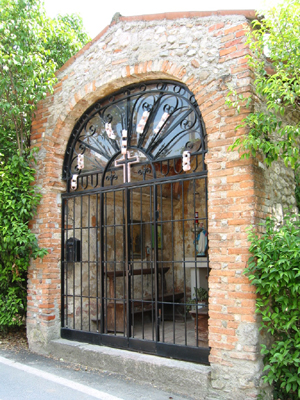
Località Lazzaretto
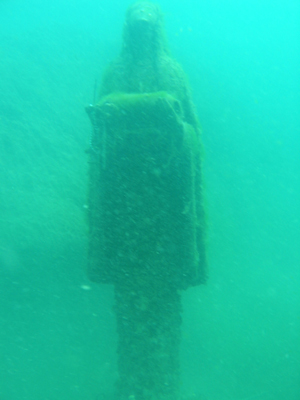
Immersione località Vo'
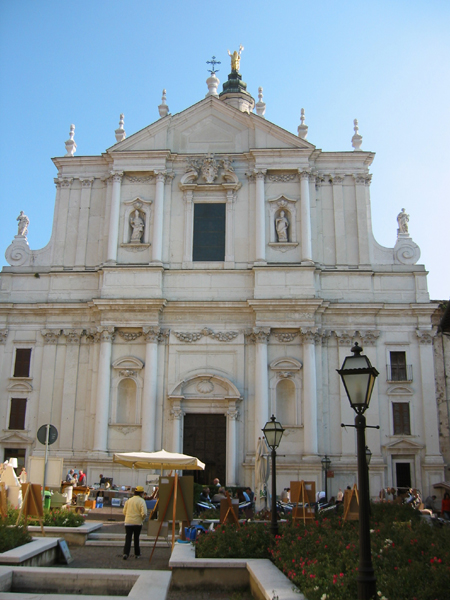
Duomo di Lonato
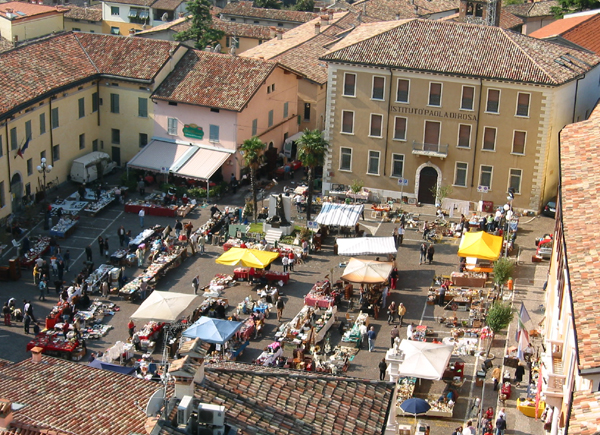
Mercantico a Lonato
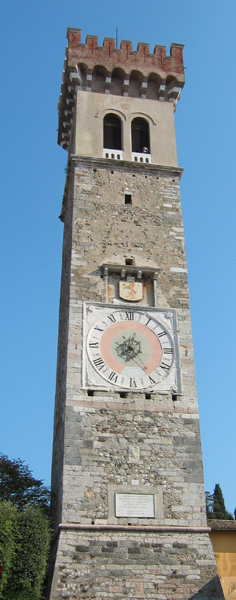
Torre civica

## スポーツ
プロサッカークラブチームのフェラルピサロが本拠を置く都市のひとつである（もうひとつはサロ）。